# Вкрадена Земля
Вкрадена Земля (англ. The Stolen Earth) — дванадцятий епізод четвертого сезону поновленого британського науково-фантастичного телесеріалу «Доктор Хто». З урахуванням епізодів класичного телесеріалу є 750-тим епізодом. Уперше транслювався на телеканалі BBC One 28 червня 2008 року. Сценарій до епізоду був написаний шоуранером і головним сценаристом телесеріалу Расселлом Ті Девісом і є першим епізодом двосерійної історії-кросоверу зі спін-офів телесеріалів «Пригоди Сари Джейн» і «Торчвуд»; завершальний епізод історії має назву «Кінець мандрівки», і є також завершенням сезону, та який транслювався 5 липня.
У фіналі сезону показується розв'язок кількох сюжетних арок, які були початі під час перебування Девіса на посаді шоуранера серіалу. В епізоді сучасну Землю та 26 інших планет, викрадених раніше далеками, використовує творець далеків Даврос та далек Каан. У той час, як Десятий Доктор (грає Девід Теннант) та його супутниця Донна Ноубл (грає Кетрін Тейт) намагаються знайти вкрадену Землю, попередні компаньйони Доктора Джек Гаркнесс (грає Джон Барроумен), Марта Джонс (грає Фріма Аджимен), Сара Джейн Сміт (грає Елізабет Слейден) та Роуз Тайлер (грає Біллі Пайпер) намагаються зв'язатися з Доктором та захиститися від далеків. В кульмінації епізоду в Доктора вистрілює далек, і Доктор починає регенерувати.
В епізоді уперше з'являється Даврос після серії епізодів 1988 року «Спогади далеків» (грає Джуліан Бліч). Це також перша поява у «Докторі Хто» Гвен Купер (Торчвуд) (грає Ів Майлз), Іанто Джонс (Торчвуд) (грає Гарет Девід-Ллойд), Люка Сміта (грає Томмі Найт), а також містер Сміт (озвучений Александром Армстронгом), хоча Майлз і Армстронг з'явилися в інших епізодах, граючи інші ролі. Аджоа Андох та Пенелопа Вілтон грають допоміжні ролі матері Марти Франсін Джонс та колишнього прем'єр-міністра Гаррієт Джонс відповідно. Пол О'Граді та Річард Докінз з'являються в режимі камео, граючи себе на телебаченні, намагаються зменшити страх глядачів перед подіями в епізоді.
Епізод був оцінений позитивно як глядацькою аудиторією, так і професійними рецензентами. Епізод отримав 91 бал за індексом оцінки, що було безпрецедентним результатом для «Доктора Хто», отримавши одну з найвищих оцінок, яку коли-небудь давали телевізійній програмі. Епізод переглянули 8,78 мільйонів глядачів при першій трансляції, він став другою найбільш переглядувано телепрограмою за тиждень. Відгуки критиків були переважно позитивними. Ніколаса Бріггса та Джуліана Бліча високо оцінили за гарну гру далека Каана та Давроса відповідно, як і більшість аспектів сценарію Девіса та зокрема кінець епізоду. Раптова регенерація Доктора створила безпрецедентно високий інтерес громадськості до шоу, який тривав до транслювання епізоду «Кінець мандрівки».